# Nausigaster geminata
Nausigaster geminata är en tvåvingeart som beskrevs av Townsend 1897. Nausigaster geminata ingår i släktet Nausigaster och familjen blomflugor. Inga underarter finns listade i Catalogue of Life.